# Калинівська селищна територіальна громада (Фастівський район)
Калинівська селищна територіальна громада — територіальна громада в Україні, у Фастівському районі Київської області. Адміністративний центр — селище Калинівка.
Площа громади — 193,66 км², населення — 15 876 осіб (2020).
Утворена 12 червня 2020 року шляхом об'єднання Калинівської селищної ради та Варовицької, Великосолтанівської, Данилівської, Дібрівської, Малосолтанівської, Плесецької, Порадівської сільських рад Фастівського району.

## Населені пункти
До складу громади входять 1 селище (Калинівка) і 14 сіл:
- Багрин
- Бобриця
- Варовичі
- Велика Солтанівка
- Данилівка
- Діброва
- Кожухівка
- Липовий Скиток
- Мала Солтанівка
- Плесецьке
- Порадівка
- Руликів
- Скрипки
- Хлепча

## Старостинські округи
- Варовицький
- Великосолтанівський
- Данилівський
- Дібрівський
- Малосолтанівський
- Плесецький
- Порадівський